# 尚特里涅
尚特里涅（法語：Chantrigné，法語發音：[ʃɑ̃tʁiɲe]）是法国马耶讷省的一个市镇，位于该省北部，属于马耶讷区。

## 地理
尚特里涅（48°24'55"N, 0°34'2"W）面积18.62 平方千米，位于法国卢瓦尔河地区大区马耶讷省，该省份为法国西北部内陆省份，北起芒什省和奧恩省，西接伊勒-维莱讷省，南至曼恩-卢瓦尔省，东临萨尔特省。
与尚特里涅接壤的市镇（或旧市镇、城区）包括：昂布里耶尔莱瓦莱、勒奥尔、拉赛堡、蒙特勒伊-普莱、圣卢迪加斯。

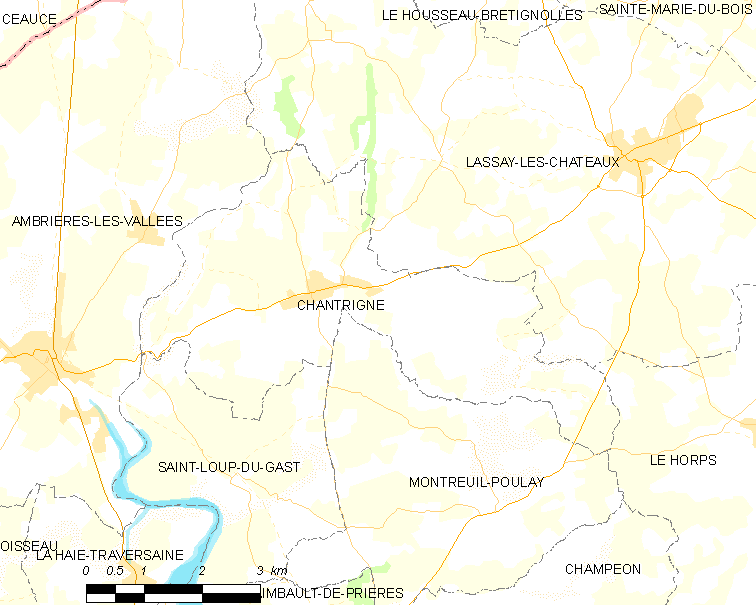
尚特里涅的OSM定位图

尚特里涅的时区为UTC+01:00、UTC+02:00（夏令时）。

## 行政
尚特里涅的邮政编码为53300，INSEE市镇编码为53055。

## 政治
尚特里涅所属的省级选区为戈龙县。

## 人口

1962-2008年间尚特里涅人口变化图示

尚特里涅于2022年1月1日时的人口数量为599人。